# Bellesguard
Bellesguard (výslovnost: [ˌbeʎəzˈɣwaɾt]IPA), “Krásná vyhlídka”, také známý jako Casa Figueres nebo Torre Figueres, je modernistické sídlo postavené mezi léty 1900 a 1909 podle návrhu katalánského architekta Antoni Gaudího.
Nachází se v barcelonské čtvrti Sarrià-Sant Gervasi v Katalánsku ve Španělsku. Stavba stojí na místě venkovského sídla Martina, krále Aragonského a hraběte z Barcelony (1356–1410).
Gaudí při stavbě spolupracoval s architektem Joanem Rubio. Autorem mozaikové výzdoby je Domènec Sugrañes i Gras.
Dne 24. července 1969 byla stavba vyhlášena kulturní památkou.

## Dějiny

### Historie místa
Gaudího návrh pro Casa Figueras je inspirován středověkým hradem, který kdysi stál na stejném místě a byl postaven na počátku 15. století pro krále Martina I. Aragonského (1356–1410). Když král zemřel bez dědice, panství zdědila jeho manželka Margaret de Prades (1387/1388 – 1429). Po její smrti hrad zpustl a často měnil majitele, až jej v roce 1900 zakoupil Jaume Figueres.
Jaume Figueres a jeho manželka María Sagues Molíns pověřili v roce 1900 Gaudího, aby na tomto pozemku postavil jejich sídlo. V té době z původního hradu zbývalo jen několik zdí a patio. Přesto si Gaudí uvědomoval významnou historii, kterou tato lokalita pro Katalánsko symbolizuje, a proto se snažil zachovat středověkého ducha zřícenin. Z vnější podoby je patrná forma středověkého hradu, doplněná charakteristickými prvky Gaudího architektonického stylu. Stejně jako u dalších staveb se snažil Gaudí spojit stavbu s jejím přirozeným okolím. Vzhledem k využití formálních odkazů na původní hrad je stavba chápána jako jedna z jeho novogotických staveb; současně jsou ale patrné výrazné modernistické prvky. Gaudí navrhoval stavbu v období, kdy stále hledal svůj jedinečný styl. Například, budova obsahuje Gaudího typické mozaikové detaily a začlenění přírodních prvků, nezahrnuje ještě maurské akcenty a výrazné barvy, které jsou typické pro jeho pozdější díla.
Gaudí dostal volnou ruku pro návrh stavby, která byla zamýšlena jako druhý domov pro rodinu Figueres. Tato svoboda se ale později ukázala pro rodinu zničující. Jaume Figueres zemřel před dokončením stavby a odpovědnost za dokončení stavby přešla na jeho manželku Maríu Sagues Molíns, která byla velkou obdivovatelkou Gaudího díla. Byla ale znepokojena neustálým zpožďováním stavby. Gaudí věnoval celé měsíce rozvrhu keramických mozaik, což dnes pokládáme za charakteristický prvek stavby. Tehdy ale takovéto zdržování stavby vedlo k tomu, že majitelka v domě nikdy nebydlela a nakonec ho musela prodat, aby se vyhnula bankrotu.
Gaudí stavbu opustil ne zcela dokončenou v roce 1909. Poslední úpravy provedl Domènec Sugrañes i Gras v roce 1917.

### Rodina Guilera
Dům několikrát změnil majitele, až jej v roce 1944 koupila rodina Guilera a vlastnila ho více než 70 let. Lékař Lluis Guilera i Molas (1895-1969) změnil budovu na moderní nemocnici, podobnou Nemocnici Sant Pau, která se věnovala výzkumu a léčbě rakoviny. Budova sloužila zdravotnickým účelům i po smrti Lluise Guilery v roce 1969. Jeho syn, Lluís Guilera Soler, gynekolog a porodník, dům změnil na porodnici. V roce 1974 byla porodnice přesunuta do vhodnějších prostor a dům začal konečně sloužit svému původně plánovanému účelu – stal se soukromou rezidencí.
Rodina Guilera zpřístupnila veřejnosti zahrady domu. Návštěvníci ale toužili rovněž navštívit interiéry budovy. Tyto požadavky současně s nutností oprav domu vedly rodinu k tomu, že v roce 2009 začala plánovat otevření domu veřejnosti. V září 2013 byl dům otevřen pro návštěvníky.

## Popis

### Exteriér
Casa Figueres je postaven z kamene a cihel. Stavba na čtvercovém půdorysu o rozměrech přibližně 15 × 15 metrů a výšce 19,5 m má obytnou plochu asi 900 metrů čtverečních. Vnější průčelí jsou neogotická, postavená z cihel a kamene (břidlice) zakončená cimbuřím, čímž chtěl Gaudí vzdát hold původnímu středověkému hradu. Použitý stavební materiál dává stavbě šedohnědou barvu a poněkud ponurý vzhled. Oproti jiným Gaudího stavbám je zde použito mnoho přímých linií a plochých průčelí.
Střecha domu má pyramidový tvar a je rovněž kryta břidlicí.
Věž - Torre Bellesguard - stojí v jednom z rohů budovy a svými přímými vertikálními liniemi je pro stavbu typická. Na vrcholu věže je křížová kytka zdobená červeno-žlutou mozaikou, která symbolizuje katalánskou vlajku. Nad vstupem do domu je nápis: „Maria Purrisima sens pecat fou concebuda“, což znamená „Nejčistší Maria, počala bez hříchu“. Nad vchodovými dveřmi je vitráž v podobě osmicípé hvězdy.

### Interiér

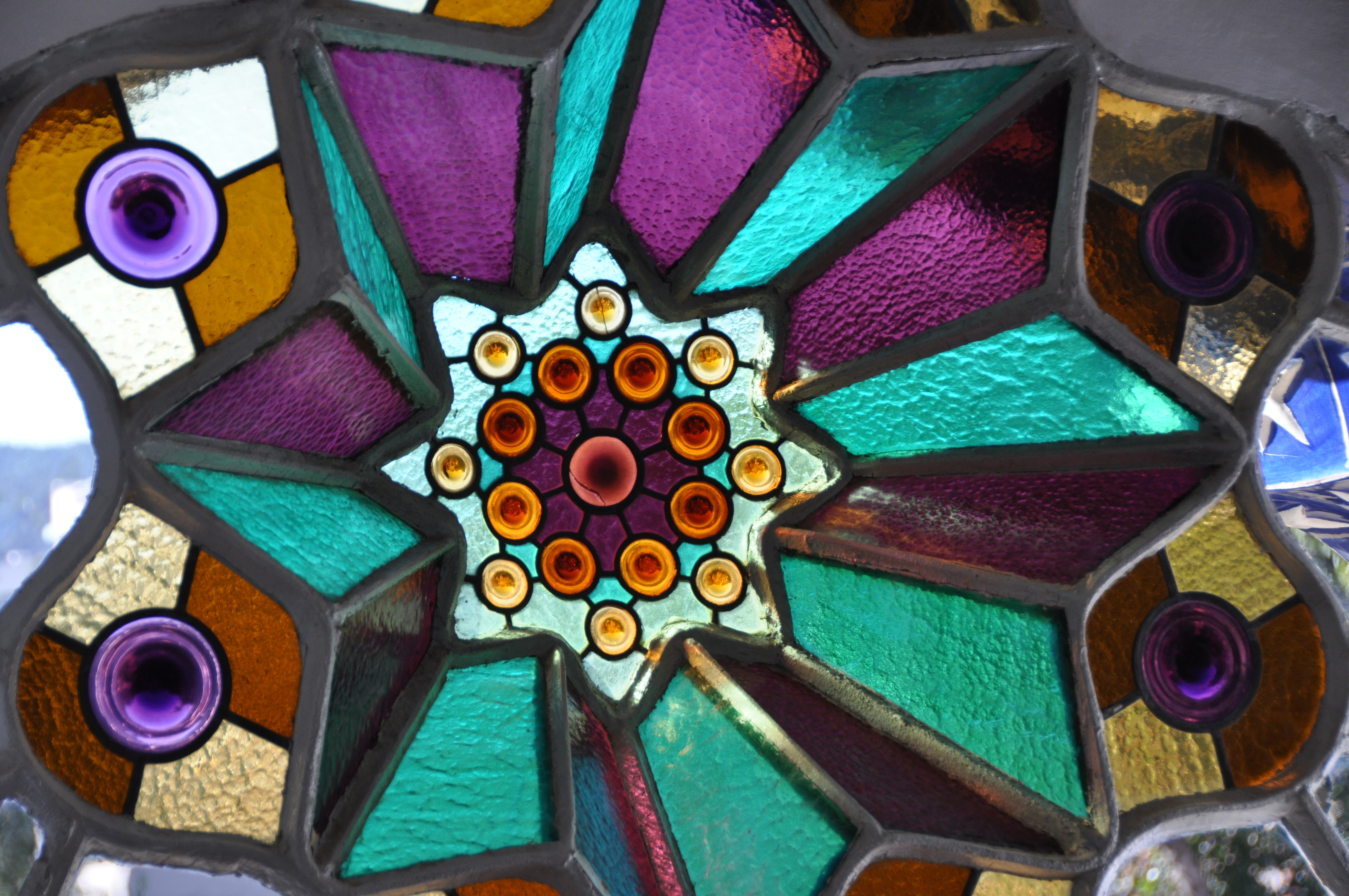
Casa Figueres vitráž okna nad vstupem.

Casa Figueres má čtyři hlavní podlaží a dvě mezipatra. Interiér domu se liší od gotického exteriéru a představuje Gaudího modernistický styl. Použil neobvyklé umístění mnoha oken, aby využil přirozeného světla. Pomocí bíle omítnutých stěn se snažil využít maximálně přirozeného osvětlení. Stropy používají cihlových oblouků, které jsou v suterénu a v podkroví – na rozdíl od hlavních obytných podlaží – neomítnuté.

### Základy
Součástí areálu jsou dochované prvky středověkého hradu z 15. století, zejména některé pozůstatky původních zdí, které se liší od modernějších konstrukcí. U vchodu do zahrady erb aragonských králů, kde jsou uvedeny dva letopočty: 1409 – rok dokončení původního hradu, a 1909 – rok ve kterém Gaudí dokončil stavbu. Na štítu je také vycházející slunce symbolizující tyto dva významné historické okamžiky. Mozaikové lavičky vedle vstupu do budovy jsou zdobeny technikou Trancadís, jsou vlastně prací Gaudího žáka, Domèneca Sugrañese i Gras, jehož styl je charakterizován jako jednotnější a ovlivněný římskou architekturou ve srovnání s Gaudího nerovnoměrnějším přístupem. V zahradě je umístěn železný kříž, který je pokládán za Gaudího vlastní práci.

## Etymologie
Termín Bellesguard pochází z katalánštiny a znamená "krásný výhled" Stavba stojí na svahu hory Collserola nad Barcelonou a poskytuje široký výhled na město. Jméno se traduje od doby krále Martina Aragonského z počátku 15. století.

## Galerie

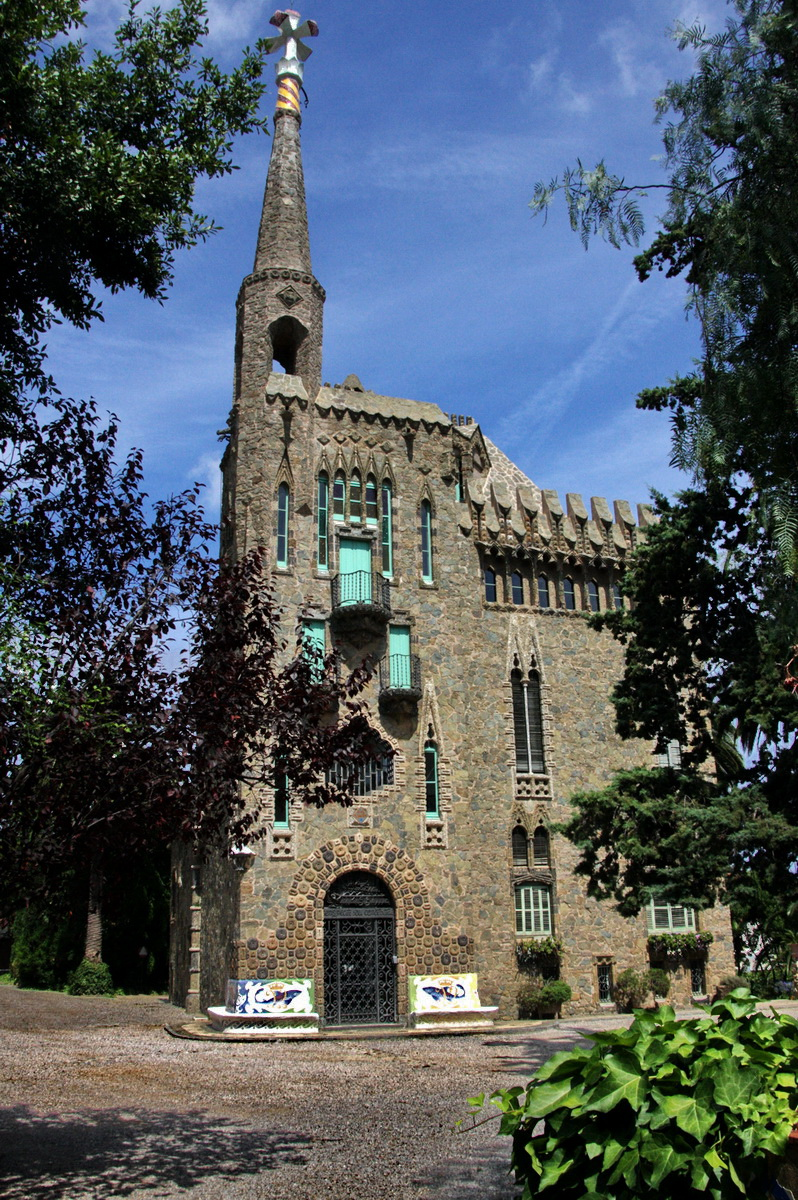
Bellesguard
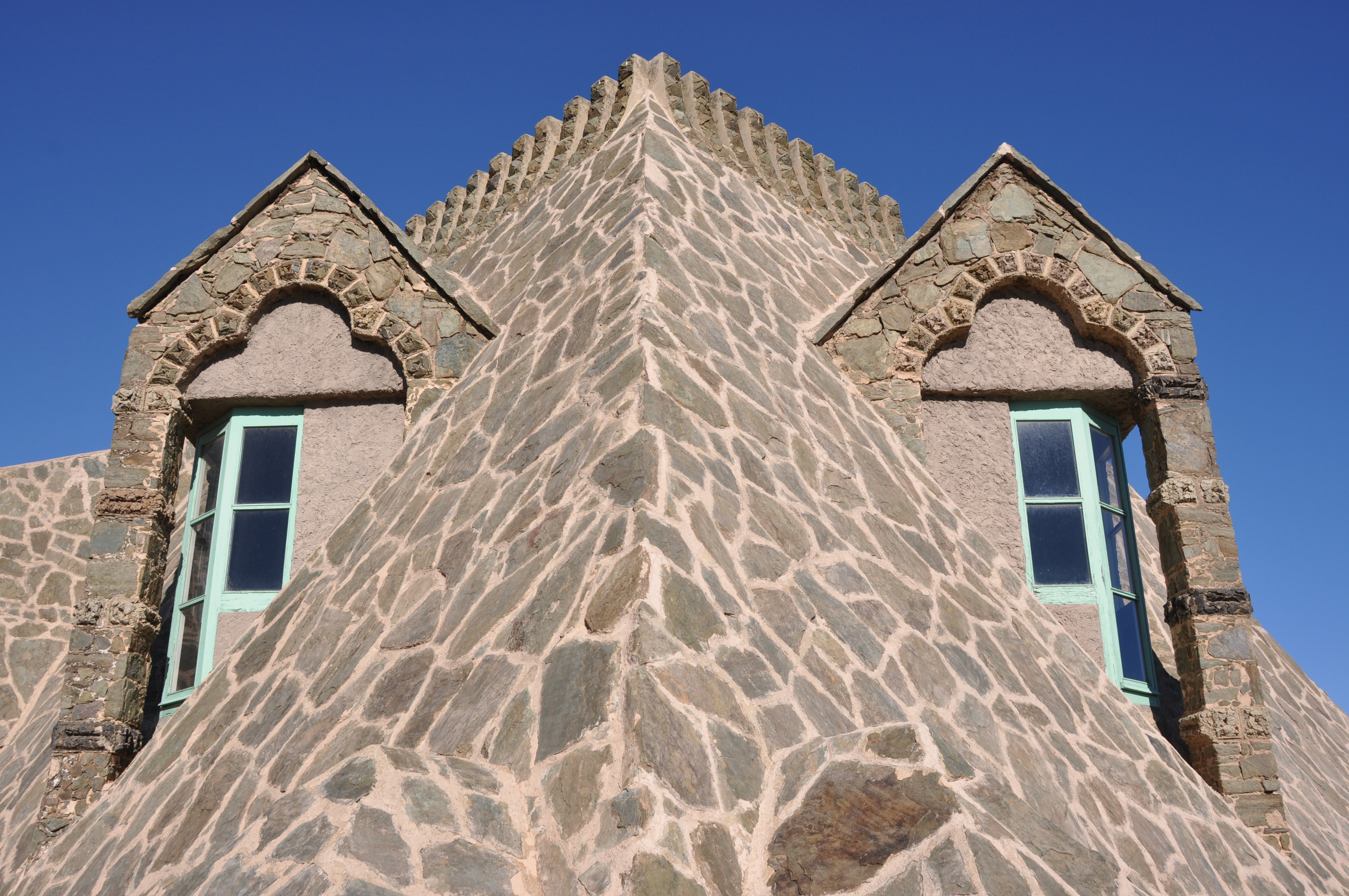
Střešní okna v podobě dračích očí.
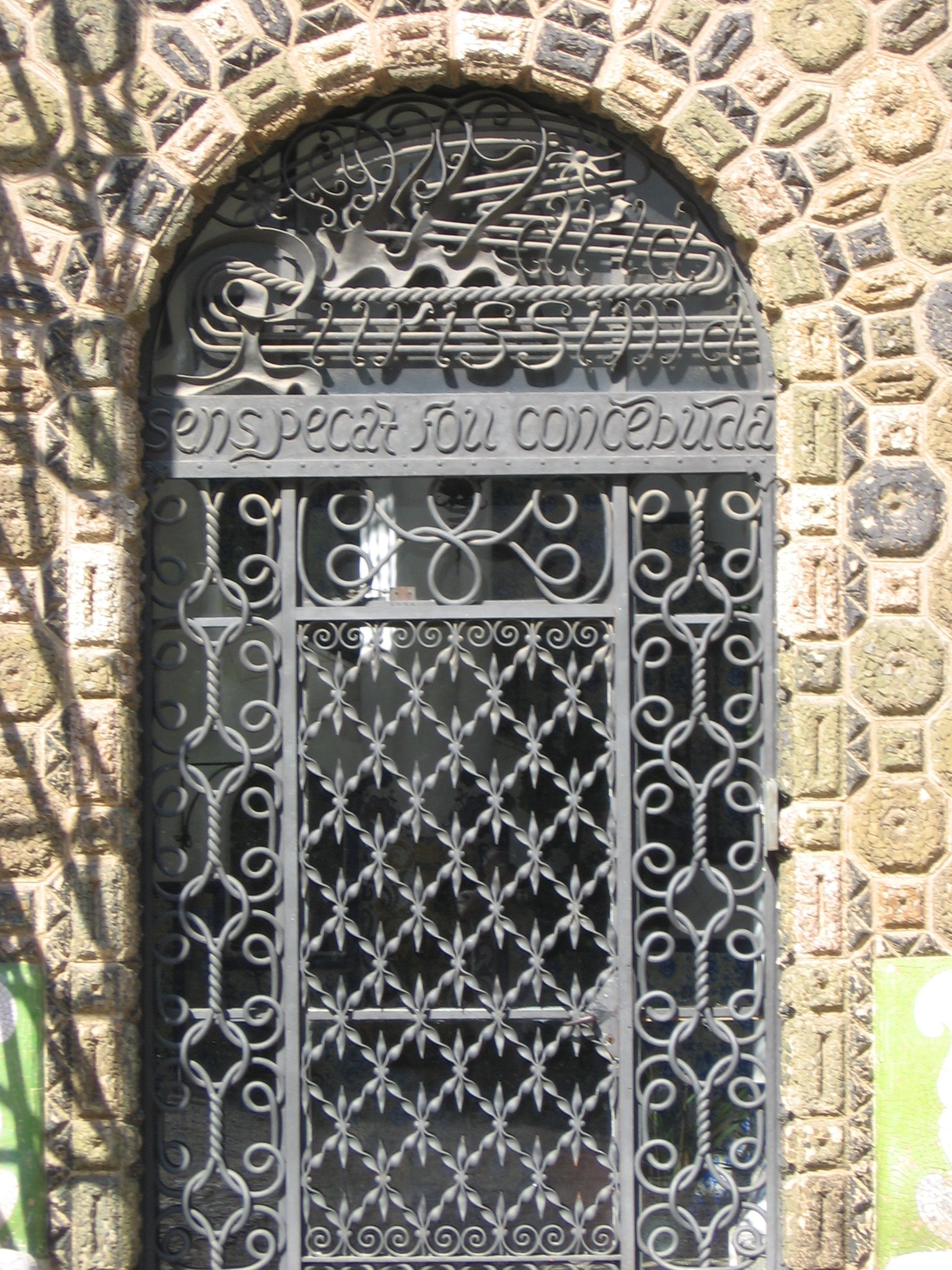
Vchod
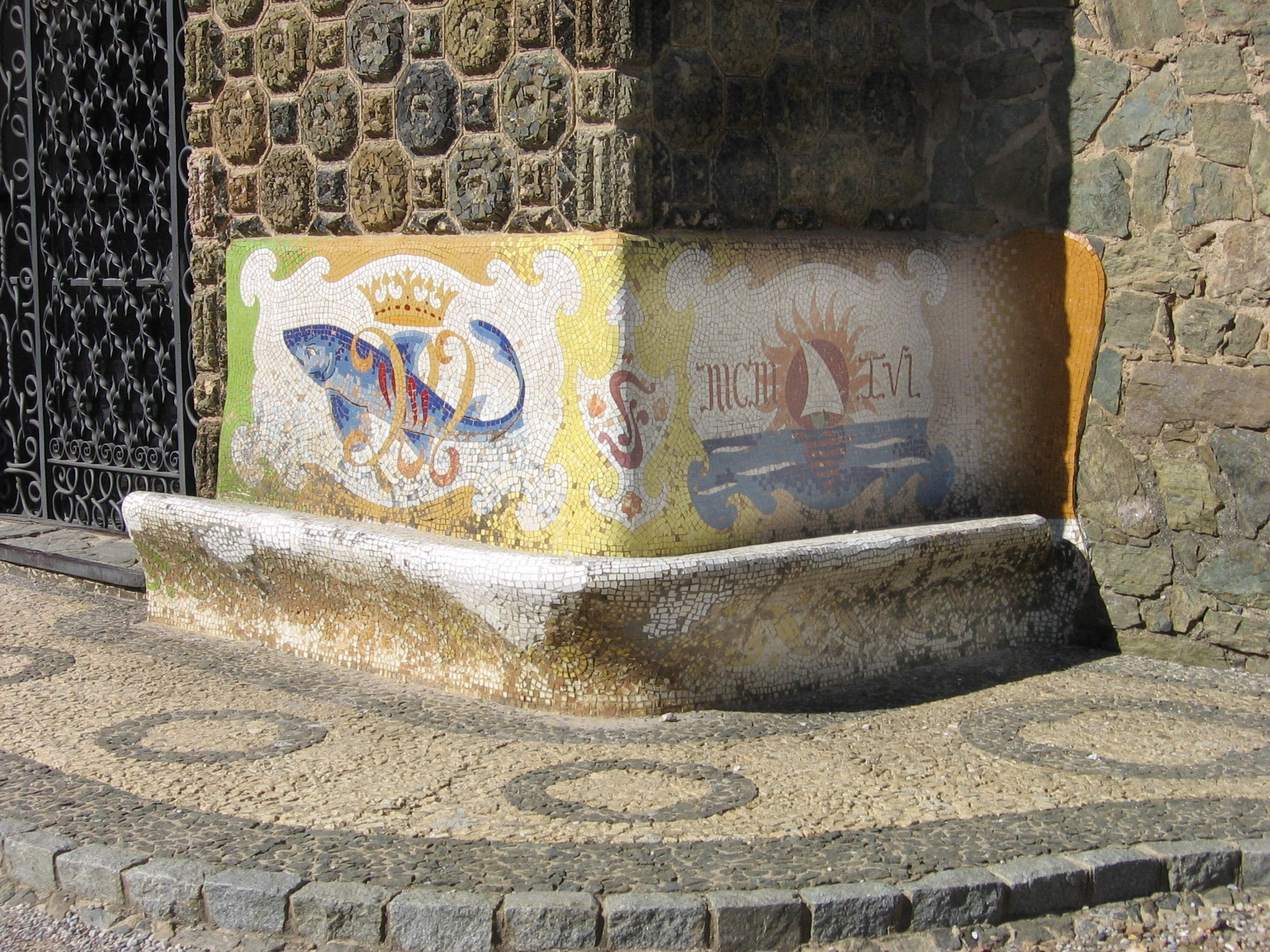
lavičky u vchodu od Domèneca Sugrañese i Gras
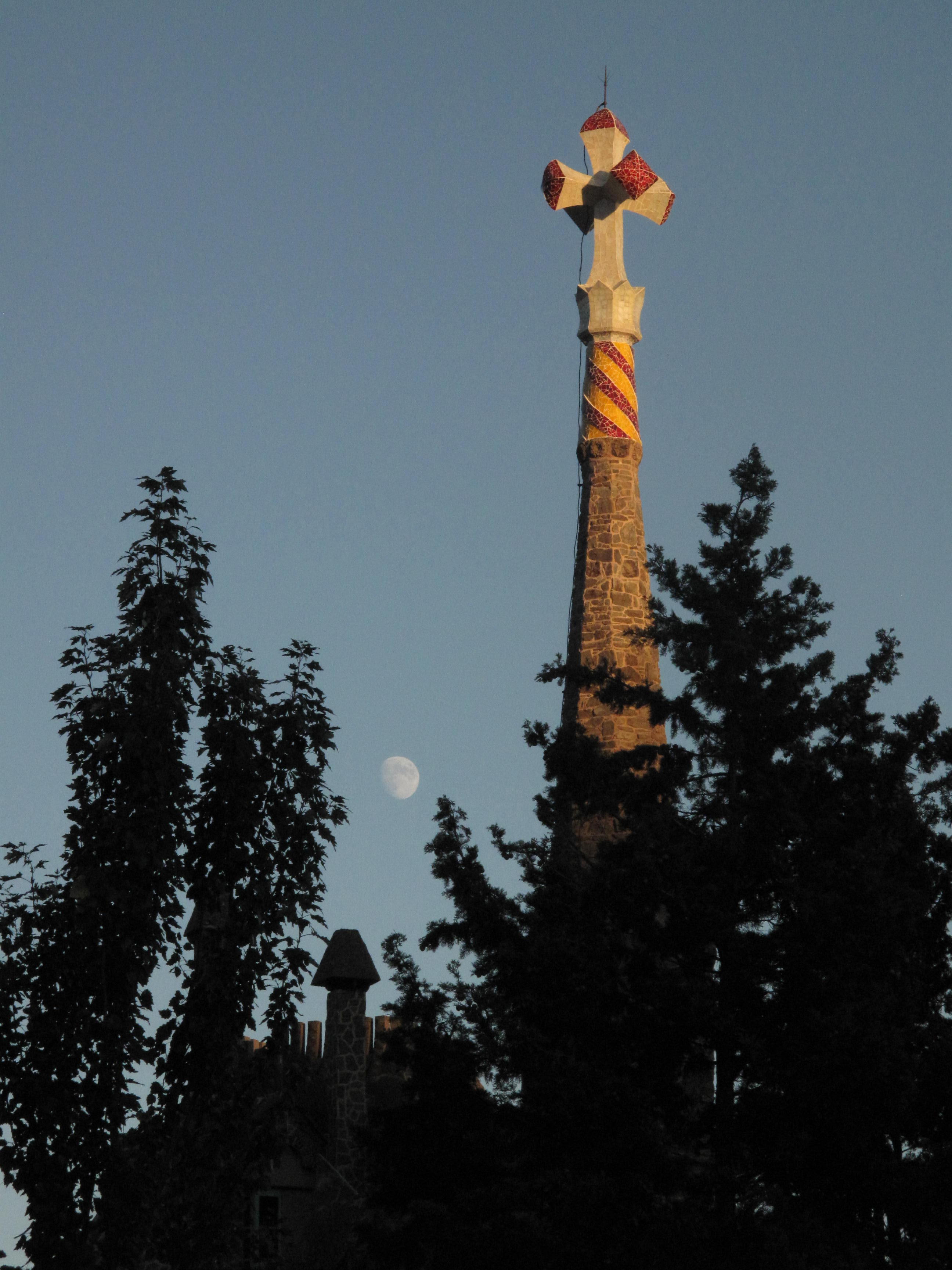
Křížová kytka na vrcholu věže, pod ní mozaika v podobě katalánského znaku